# Narval (Q118)
Pour les autres navires du même nom, voir Narval (sous-marin).
Le Narval est un sous-marin de 1.200 tonnes de la classe Requin de la Marine française construit au milieu des années 1920 à l'arsenal de Cherbourg. Il est lancé en mai 1925 et mis en service en juillet 1926. Il rejoint les forces navales françaises libres à Malte au moment de la capitulation française au cours de la Seconde Guerre mondiale. Aux alentours du 15 décembre 1940, le Narval  est perdu corps et bien après avoir sauté sur une mine dans un champ de mines, au large des îles Kerkennah

## Histoire
Le sous-marin commandé par le capitaine de corvette François Drogou rallie Malte le 25 juin 1940 après avoir appareillé du port de Sousse en Tunisie. Il est le premier sous-marin à rejoindre les Forces navales françaises libres (FNFL). 
Il disparaît corps et biens le 15 décembre 1940 au large des côtes tunisiennes après avoir sauté sur une mine. Les Italiens revendiquèrent sa perte le 10 janvier 1941 mais il est probable que le Narval ait sauté sur une mine mouillée dans un champ de mines défensif français.

Le Narval rejoint l'épave de son sister ship le Morse, disparu dans les mêmes circonstances, six mois auparavant.
Son épave a été repérée en novembre 1957 par un bâtiment releveur d’épaves. Elle repose par 40 mètres de fond au large des îles de Kerkennah en Tunisie.
Une stèle rend hommage à l’équipage du Narval. Elle située sur l’esplanade bordant le château de la Préfecture maritime de Brest.

## Personnalités ayant servi sur le navire
- François Drogou (1904-1940), commandant du navire, Compagnon de la Libération.
- Jacques Sevestre (1904-1940), commandant en second, Compagnon de la Libération.
- Paul Rimbaud (1906-1940), ingénieur mécanicien de 1re classe, Compagnon de la Libération.
- Joseph Vergos (1911-1940), maître-torpilleur, Compagnon de la Libération.
- Guy Pérotin (1920-1940), quartier-maître, Compagnon de la Libération.